# Atletica leggera alla XXVI Universiade
Le gare di atletica leggera alla XXVI Universiade si sono svolte presso lo Shenzhen Bay Sports Center di Shenzen dal 16 al 23 agosto 2011.

## Medagliati

### Uomini
| Specialità               | Oro                                                                 | Prestazione | Argento                                               | Prestazione | Bronzo             | Prestazione   |
| Corse piane              |                                                                     |             |                                                       |             |                    |               |
| 100 m                    | Jacques Harvey                                                      | 10"14       | Rytis Sakalauskas                                     | 10"14       | Su Bingtian        | 10"27         |
| 200 m                    | Rasheed Dwyer                                                       | 20"20       | Thuso Mpuang Jason Young                              | 20"59       |                    |               |
| 400 m                    | Marcell Deák-Nagy                                                   | 45"40       | Peter Matthews                                        | 45"62       | Sean Wroe          | 45"93         |
| 800 m                    | Lachlan Renshaw                                                     | 1'46"36     | Teng Haining                                          | 1'46"62     | Fred Samoei        | 1'46"72       |
| 1500 m                   | Imad Touil                                                          | 3'48"13     | Abdelmadjed Touil                                     | 3'48"24     | Valentin Smirnov   | 3'48"45       |
| 5000 m                   | Andrew Vernon                                                       | 14'00"06    | Evgenij Rybakov                                       | 14'00"60    | Stefano La Rosa    | 14'02"95      |
| 10000 m                  | Suguru Osako                                                        | 28'42"83    | Stephen Mokoka                                        | 28'53"09    | Ahmed Tamri        | 29'06"20      |
| Corse a ostacoli         |                                                                     |             |                                                       |             |                    |               |
| 110 m hs                 | Hansle Parchment                                                    | 13"24       | Jiang Fan                                             | 13"55       | Ronald Brookins    | 13"56         |
| 400 m hs                 | Jeshua Anderson                                                     | 49"03       | Takayuki Kishimoto                                    | 49"52       | Kurt Couto         | 49"61         |
| 3000 m siepi             | Alberto Paulo                                                       | 8'32"26     | Halil Akkaş                                           | 8'34"57     | Il’dar Minšin      | 8'34"86       |
| Prove su strada          |                                                                     |             |                                                       |             |                    |               |
| 20 km marcia             | Andrej Krivov                                                       | 1h24'15"    | Andrés Chocho                                         | 1h24'44"    | Moacir Zimmermann  | 1h25'06"      |
| 20 km marcia a squadre   | Russia Andrej Krivov Michail Ryžov Andrej Ruzavin                   | 4h19'19"    | Cina Cai Zelin Yu Wei Niu Wenbin Yang Tao             | 4h24'56"    | Non assegnato      | Non assegnato |
| Mezza maratona           | Ahmed Tamri                                                         | 1h06'20"    | Fatih Bilgic                                          | 1h06'20"    | Tsubasa Hayakawa   | 1h06'25"      |
| Mezza maratona a squadre | Giappone Tsubasa Hayakawa Hiromitsu Kakuage Takehiro Deki Yo Yazawa | 3h20'37"    | Cina Bian Qi Zheng Guojun Yan Jun Gao Laiyuan Yang Le | 3h37'25"    | Non assegnato      | Non assegnato |
| Salti                    |                                                                     |             |                                                       |             |                    |               |
| Salto in lungo           | Su Xiongfeng                                                        | 8,17 m      | Marquise Goodwin                                      | 8,03 m      | Julian Reid        | 7,96 m        |
| Salto triplo             | Nelson Évora                                                        | 17,31 m     | Viktor Kuznjecov                                      | 16,89 m     | Evgenij Ektov      | 16,83         |
| Salto in alto            | Bohdan Bondarenko                                                   | 2,28 m      | Wojciech Theiner                                      | 2,26 m      | Sergej Mudrov      | 2,24 m        |
| Salto con l'asta         | Łukasz Michalski                                                    | 5,75 m      | Mateusz Didenkov Aleksandr Gripič                     | 5,75 m      |                    |               |
| Lanci                    |                                                                     |             |                                                       |             |                    |               |
| Getto del peso           | O'Dayne Richards                                                    | 19,93 m     | Soslan Cyrichov                                       | 19,80 m     | Mason Finley       | 19,72 m       |
| Lancio del disco         | Märt Israel                                                         | 64,07 m     | Przemyslav Czajkowski                                 | 63,62 m     | Ronald Julião      | 63,30         |
| Lancio del martello      | Paweł Fajdek                                                        | 78,14 m     | Marcel Lomnický                                       | 73,90 m     | Lorenzo Povegliano | 73,39 m       |
| Lancio del giavellotto   | Fatih Avan                                                          | 83,79 m     | Roman Avramenko                                       | 81,42 m     | Igor Janik         | 79,65 m       |
| Prove multiple           |                                                                     |             |                                                       |             |                    |               |
| Decathlon                | Vasilij Carlamov                                                    | 8.166       | Gaël Querin                                           | 7.857       | Michail Logvinenko | 7.835         |

### Donne
| Specialità               | Oro                                                            | Prestazione | Argento                                                     | Prestazione   | Bronzo               | Prestazione   |
| Corse piane              |                                                                |             |                                                             |               |                      |               |
| 100 m                    | Carrie Russell                                                 | 11"05 =     | Chrystyna Stuj                                              | 11"34         | Lina Grinčikaitė     | 11"44         |
| 200 m                    | Anneisha McLaughlin                                            | 22"54 =     | Tiffany Townsend                                            | 22"96         | Anna Kajgorodova     | 23"16 =       |
| 400 m                    | Ol'ga Topil'skaja                                              | 51"63       | Elena Migunova                                              | 51"77         | Diamond Dixon        | 52"76         |
| 800 m                    | Ol'ha Zavhorodnja                                              | 1'59"56     | Elena Kofanova                                              | 1'59"54       | Lilija Lobanova      | 2'00"42       |
| 1500 m                   | Hanna Miščenko                                                 | 4'05"91     | Denise Krebs                                                | 4'07"70       | Liu Fang             | 4'06"16       |
| 5000 m                   | Binnaz Uslu                                                    | 15'41"58    | Sara Moreira                                                | 15'45"83      | Natal'ja Popkova     | 15'52"55      |
| 10000 m                  | Fadime Suna                                                    | 33'11"92    | Hanae Tanaka                                                | 33'15"97      | Mai Ishibashi        | 33'41"90      |
| Corse a ostacoli         |                                                                |             |                                                             |               |                      |               |
| 100 m hs                 | Nia Ali                                                        | 12"85       | Natalija Ivoninskaja                                        | 13"16         | Christina Manning    | 13"17         |
| 400 m hs                 | Anna Jaroščuk                                                  | 55"15       | Irina Davydova                                              | 55"50         | Nagihan Karadere     | 55"81         |
| 3000 m siepi             | Binnaz Uslu                                                    | 9'33"50     | Ljudmila Kuzmina                                            | 9'44"77       | Jin Yuan             | 9'45"21       |
| Prove su strada          |                                                                |             |                                                             |               |                      |               |
| 20 km marcia             | Julia Takacs Nyerges                                           | 1h33'51"    | Tat'yana Šemjakina                                          | 1h34'23"      | Nina Ochotnikova     | 1h35'10"      |
| 20 km marcia a squadre   | Cina Shi Yang Yang Yawei Wang Shanshan                         | 4h58'57"    | Non assegnate                                               | Non assegnate | Non assegnate        | Non assegnate |
| Mezza maratona           | Ro Un-Ok                                                       | 1h16'36"    | Jin Lingling                                                | 1h16'42"      | Sayo Nomura          | 1h16'48"      |
| Mezza maratona a squadre | Giappone Sayo Nomura Machiko Iwakawa Aki Otagiri Shiho Takechi | 3h50'43"    | Cina Jin Lingling Jiang Xiaoli Li Zhenzhu Jin Yuan Sun Juan | 3h53'09"      | Non assegnato        | Non assegnato |
| Salti                    |                                                                |             |                                                             |               |                      |               |
| Salto in lungo           | Anna Nazarova                                                  | 6,72 m      | Julija Pidlužnaja                                           | 6,56 m        | Melanie Bauschke     | 6,51 m        |
| Salto triplo             | Ekaterina Koneva                                               | 14,25 m     | Patrícia Mamona                                             | 14,23 m       | Cristina Bujin       | 14,21 m       |
| Salto in alto            | Brigetta Barrett                                               | 1,96 m      | Airinė Palšytė                                              | 1,96 m =      | Anna Iljuštšenko     | 1,94 m        |
| Salto con l'asta         | Aleksandra Kirjašova                                           | 4,65 m      | Tina Šutej                                                  | 4,55 m        | Aikaterinī Stefanidī | 4,45 m        |
| Lanci                    |                                                                |             |                                                             |               |                      |               |
| Getto del peso           | Irina Tarasova                                                 | 18,02 m     | Sophie Kleeberg                                             | 17,48 m       | Meng Qianqian        | 17,21 m       |
| Lancio del disco         | Żaneta Glanc                                                   | 63,99 m     | Zinaida Sendriūtė                                           | 62,49 m       | Svetlana Sajkina     | 60,81 m       |
| Lancio del martello      | Éva Orbán                                                      | 71,33 m     | Bianca Perie                                                | 71,18 m       | Hao Shuai            | 69,37 m       |
| Lancio del giavellotto   | Sunette Viljoen                                                | 66,47 m     | Marina Maksimova                                            | 59,87 m       | Justine Robbeson     | 59,78         |
| Prove multiple           |                                                                |             |                                                             |               |                      |               |
| Eptathlon                | Olga Kurban                                                    | 6.151 pt.   | Viktorija Žemaitytė                                         | 5.958 pt.     | Kateřina Cachová     | 5.873 pt.     |

## Medagliere
| Posizione | Paese          |    |    |    | Totale |
| --------- | -------------- | -- | -- | -- | ------ |
| 1         | Russia         | 9  | 10 | 8  | 27     |
| 2         | Giamaica       | 6  | 2  | 0  | 8      |
| 3         | Ucraina        | 4  | 3  | 1  | 8      |
| 4         | Turchia        | 4  | 2  | 1  | 7      |
| 5         | Polonia        | 3  | 3  | 1  | 7      |
| 6         | Stati Uniti    | 3  | 2  | 4  | 9      |
| 7         | Giappone       | 3  | 2  | 3  | 8      |
| 8         | Cina           | 2  | 6  | 5  | 13     |
| 9         | Portogallo     | 2  | 2  | 0  | 4      |
| 10        | Ungheria       | 1  | 1  | 0  | 2      |
| 11        | Sudafrica      | 1  | 2  | 1  | 4      |
| 12        | Algeria        | 1  | 1  | 0  | 2      |
| 13        | Australia      | 1  | 0  | 1  | 2      |
| 13        | Estonia        | 1  | 0  | 1  | 2      |
| 13        | Gran Bretagna  | 1  | 0  | 1  | 2      |
| 13        | Marocco        | 1  | 0  | 1  | 2      |
| 17        | Corea del Nord | 1  | 0  | 0  | 1      |
| 17        | Spagna         | 1  | 0  | 0  | 1      |
| 19        | Lituania       | 0  | 4  | 1  | 5      |
| 20        | Germania       | 0  | 2  | 1  | 3      |
| 21        | Kazakistan     | 0  | 1  | 1  | 2      |
| 21        | Romania        | 0  | 1  | 1  | 2      |
| 23        | Ecuador        | 0  | 1  | 0  | 1      |
| 23        | Francia        | 0  | 1  | 0  | 1      |
| 23        | Slovacchia     | 0  | 1  | 0  | 1      |
| 23        | Slovenia       | 0  | 1  | 0  | 1      |
| 27        | Brasile        | 0  | 0  | 2  | 2      |
| 27        | Italia         | 0  | 0  | 2  | 1      |
| 29        | Grecia         | 0  | 0  | 1  | 1      |
| 29        | Kenya          | 0  | 0  | 1  | 1      |
| 29        | Mozambico      | 0  | 0  | 1  | 1      |
| 29        | Rep. Ceca      | 0  | 0  | 1  | 1      |
| Totale    | Totale         | 46 | 47 | 40 | 133    |